# Lygodactylus pauliani
Lygodactylus pauliani är en ödleart som beskrevs av  Pasteur och BLANC 1991. Lygodactylus pauliani ingår i släktet Lygodactylus och familjen geckoödlor. IUCN kategoriserar arten globalt som otillräckligt studerad. Inga underarter finns listade i Catalogue of Life.